# Alfred Coester
Alfred Coester (1874-1958) fue un hispanista estadounidense.

## Biografía
Nacido el 30 de septiembre de 1874 en Bridgeport (Connecticut), fue profesor de literatura hispanoamericana y catedrático en la Universidad de Stanford desde 1920.
Fue autor de obras como A bibliography of Spanish-American literature (1912), A Spanish grammar, with practical introductory lessons (1912), The Literary History of Spanish America (The Macmillan Company, 1916), —traducida al castellano y publicada en Madrid hacia 1929— así como editor de Cuentos de la América Española (Ginn and Company, 1920).
Falleció en 1958.